# 岱岳站
岱岳站，位于中华人民共和国山西省朔州市山阴县岱岳镇，是同蒲铁路上的火车站，建于1939年，由中国铁路太原局集团朔州车务段管辖。

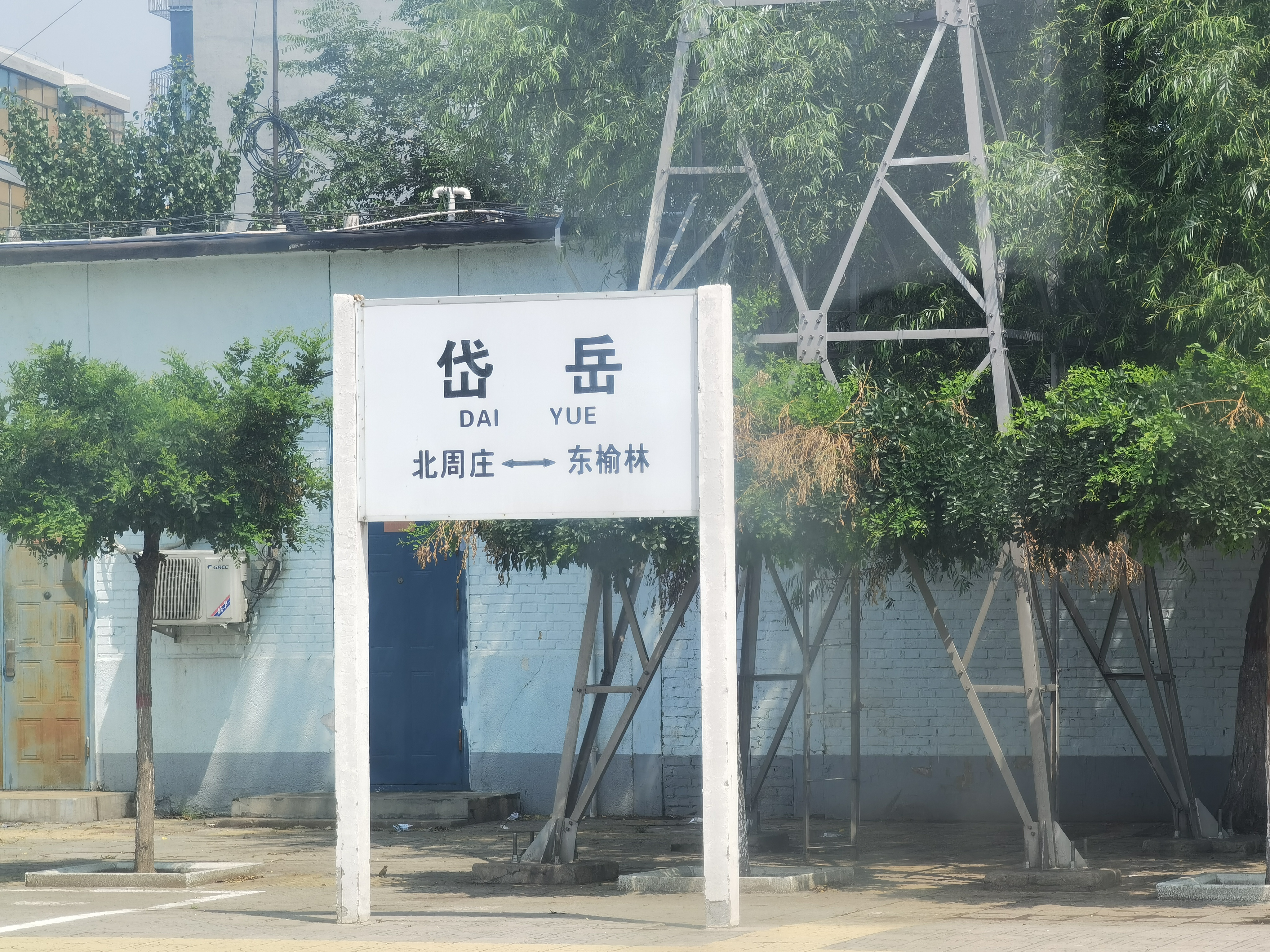
2020年，岱岳站站牌

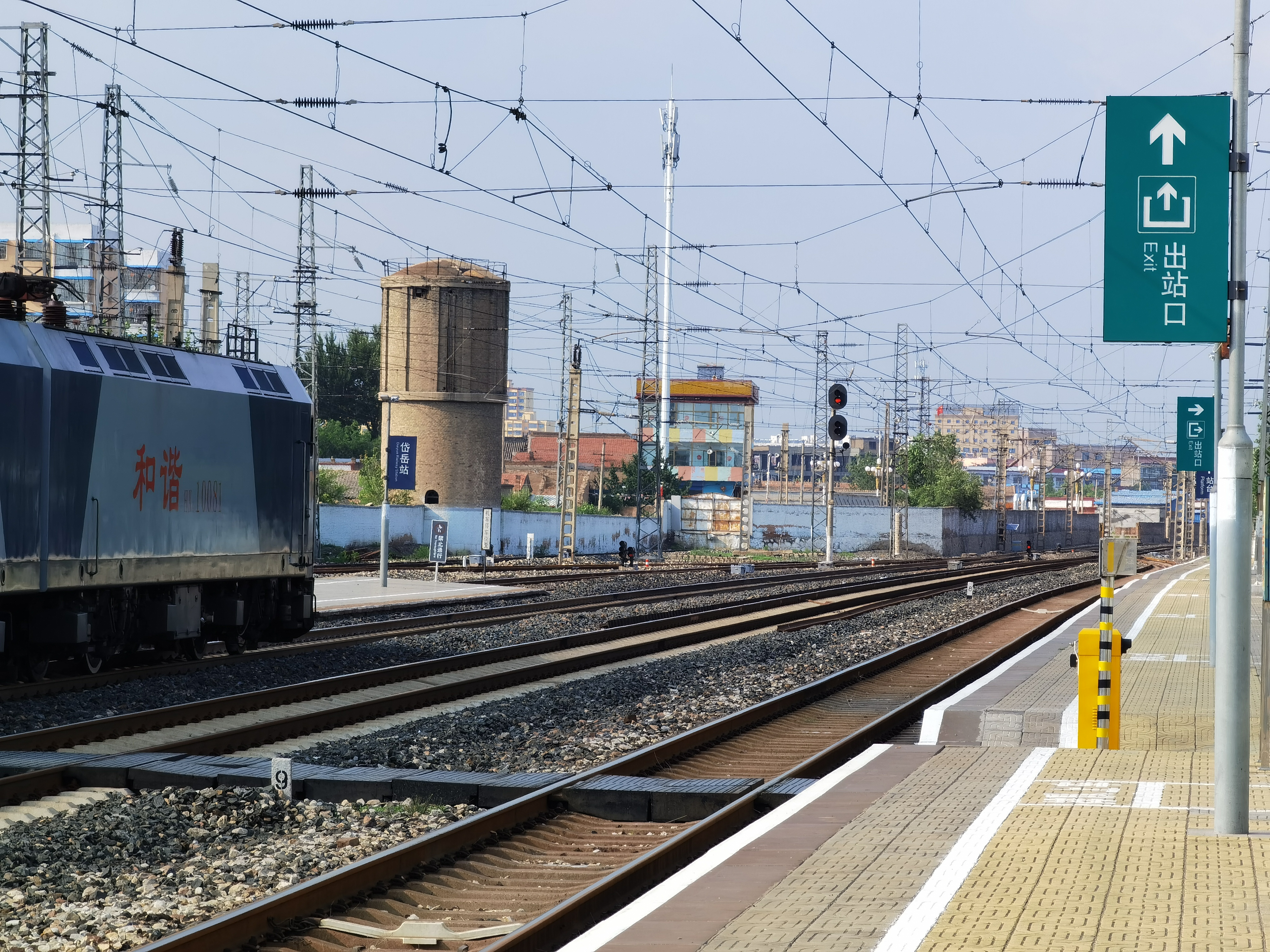
2020年，岱岳站站台与站场

## 歷史
- 建于1939年。

## 車站周邊
- 中国农业银行古城分理处
- 中国铁通岱岳营业厅
- 山阴县中医院
- 中国邮政储蓄银行山阴县车站路营业所
- 中国信合中商街分社

## 外部連結
- 中国铁路客户服务中心 （页面存档备份，存于）